# Zsarumeló
A Zsarumeló egy színes, két részes magyar krimi-vígjátéksorozat, ami 1989–1990-ben futott először a Magyar Televízió műsorán. A két epizódot 1987 júniusában forgatták. Rendező: Gát György. 
A minisorozatot 2014-ben és 2017-ben az m3, 2016-ban a Duna World is megismételte.

## Szereplők
- Koltai Róbert – Guruczi Károly (fő)hadnagy
- Madaras József – Karvaly Bálint zászlós
- Bitskey Tibor – Tisza őrnagy
- Bánffy György – Dr. Ponczok 'Doki' (igazságügyi orvosszakértő)
- Hollósi Frigyes – Szvoboda Ákos
- Inke László – Kócsag 'Kojak'
- Görbe Nóra – Veszprémi Linda
- Vayer Tamás (hangja: Tolnai Miklós) – Eősze Gábor őrnagy
- Ambrus András – Jocó, főpincér
- Hankó Attila – rendőr

## Epizódok listája
| # | Cím                            | Rendező    | Író                                      | Premier           |
| --- | ------------------------------ | ---------- | ---------------------------------------- | ----------------- |
| 1. | Zulejka Méhkirálynő oda-vissza | Gát György | Tardy Gábor, Szikszai Károly, Gát György | 1989. december 4. |
| Guruczi Károly kiváló nyomozó, de állandóan iszik. Kocsija leromlott, néhány lövedék is díszíti. Kollégái mindig szirénázó rendőrségi járművekkel viszik be, nehogy elkéssen. Egyik nap megbízzák egy eltűnt műkereskedő felderítésével. Ráadásul beosztják mellé a főiskolát éppen befejezni készülő Karvaly Bálint zászlóst. Az ószeres keresése közben a nyomok a lóversenypályára vezetnek. Ezután pedig ismeretlen tettesek meggyilkolnak egy zsokét. Epizódszereplők: Bárdy György, Sáfár Anikó, Raksányi Gellért, Tallós Andrea, Fülöp Zsigmond, Dancsházi Hajnal, Hunyadkürti István, Körtvélyessy Zsolt |                                |            |                                          |                   |
| 2. | A kínai páros                  | Gát György | Tardy Gábor, Szikszai Károly, Gát György | 1990. január 24.  |
| Guruczi Károly és Karvaly Bálint két pesti nyomozó egy titokzatos gyilkosság után nyomoz. Kiderítik, hogy az indíték egy milliós értékű bélyegpár. Epizódszereplők: Sir Kati, Kertész Péter, Hetényi Pál, Kovács János, Bod Teréz, Bencze Ferenc, Szurdi Miklós, Horváth József, Téri Sándor |                                |            |                                          |                   |

## Érdekességek
- 1989-ben Tardy Gábor és Szikszai Károly regényt írt a sorozat első részéből.
- A sorozatban feltűnik egy pillanatra Görbe Nóra és Vayer Tamás, akik ugyanazokat a karaktereket játsszák, mint Gát György másik sorozatában a Lindában, bár az ő szerepük a könyvből kimaradt. Szerepel benne ezenkívül Bánffy György, aki itt is ugyanazt a rendőrorvost alakítja, mint a Lindában, bár a Linda-béli karaktere csak itt a sorozatban azonos, a könyvben a doki jeleneteinél minden alkalommal más doktor szerepel.
- A sorozatban cameo-ként egy pillanatra Inke László is felbukkan, aki ugyanazt a ruhát viseli, mint a Kojak Budapesten című filmben, ráadásul itt is nyalókázik.
- A második részben Madaras József azt mondja a folyosón a német juhászkutyának, hogy "Kántor, kis kutyám!". Ezt a mondatot a Kántor című sorozatban hallhattuk tőle legtöbbször.